# West Wickham, London
West Wickham är en ort i Storbritannien.   Den ligger i grevskapet Greater London och riksdelen England, i den södra delen av landet, 17 km söder om huvudstaden London. West Wickham ligger 88 meter över havet och antalet invånare är 14 276.
Terrängen runt West Wickham är lite kuperad, och sluttar norrut. Runt West Wickham är det mycket tätbefolkat, med 1 956 invånare per kvadratkilometer. Närmaste större samhälle är City of London, 17,0 km norr om West Wickham. Runt West Wickham är det i huvudsak tätbebyggt.